# 114-я бригада тактической авиации
114-я бригада тактической авиации ((114 БрТА, в/ч А1349), укр. 114-та бригада тактичної авіації) — воинское формирование в составе воздушного командования «Запад» Воздушных Сил Вооружённых сил Украины. На вооружении бригады состоит истребительная авиация — истребители МиГ-29.
По организационно-штатной структуре бригада находится в подчинении Воздушного командования «Запад».

## История формирования бригады
21 января (июня) 1991 года 114-й истребительный авиационный Таллинский Краснознаменный полк ВВС СССР был выведен из города Миловице (Чехословакия), где находился в составе Центральной группы войск. На вооружении полка находились истребители Миг-29. На тот момент в Ивано-Франковске базировался 145-й истребительный авиационный полк также вооруженный Миг-29.
Личный состав полка 19 января 1992 года присягнул на верность Украине
В соответствии с директивой министра обороны от 2 декабря 2002 года 114-й истребительный авиационный полк объединили с подразделениями обеспечения, в результате чего образовалась бригада тактической авиации.
С 1 декабря 2005 года истребительная авиационная бригада впервые заступила на боевое дежурство в системе Противовоздушной обороны Украины.
До 2014 года летный состав занимался плановой летной деятельностью, неоднократно успешно выполнял задания полетов, летно-тактических учений на аэродромах Ивано-Франковск, Саки, Бельбек, Лиманское, Луцк, Озерное.
В 2006 году, впервые с 1993 года, было проведено летно-тактическое обучение авиационной эскадрильи и наконец авиационная бригада принимала участие командно-штабных учениях Воздушных Сил Вооруженных Сил Украины «Чистое небо». Во время этих учений майор Сергей Голубцов осуществил учебно-боевой вылет и заставил условного нарушителя государственной границы совершить посадку на указанном аэродроме.
С 12 марта по 7 апреля 2007 года на базе авиационной истребительной бригады проводился летно-методический сбор с летным составом истребительной авиации Объединённых сил быстрого реагирования Воздушных Сил ВС Украины с целью подготовки на класс летного состава истребительной авиации ОСБР Воздушных Сил ВС Украины на самолётах Миг-29 по сложным видам летной подготовки.
В апреле 2007 года летный состав успешно выполнил задачу сборов с летным составом авиации Воздушных Сил Вооруженных Сил Украины по наземным целям.
24 августа 2009 года самолёты 114-й бригады принимали участие в авиационной части парада Независимости в Киеве.

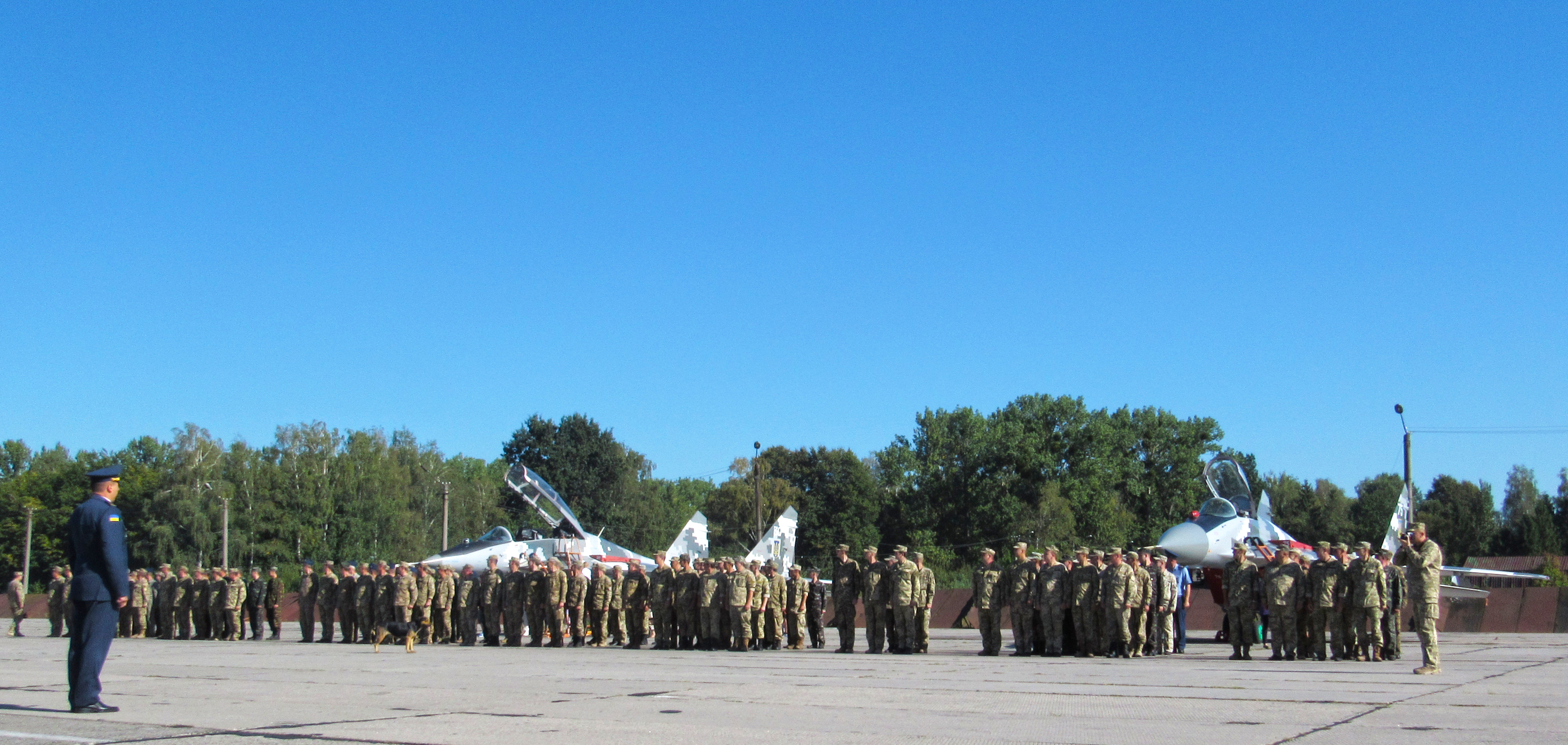
Построение личного состава 114 БрТА, 27 августа 2016 года

В 2012 году во время чемпионата Европы по футболу, проходившего в Польше и на Украине, МиГ-29 (б/н 55) находился на боевом дежурстве по прикрытию воздушного пространства.
С начала вторжения России на Украину в февраля 2022 года бригада принимает участие в боевых действиях. 24 августа 2022 года отмечена почетным знаком «За мужество и отвагу».

## Командование
- подполковник Матюшенко Валентин Леонидович (1988—1993)
- полковник Сподарко Богдан Степанович (1993—1995)
- полковник Бастрон Георгий Егорович (1995—1999)
- полковник Гранат Пётр Васильевич (1999—2000)
- полковник Дроздов Сергей Семёнович (2000—2002);
- подполковник Громов Вячеслав Владимирович (2002—2003)
- полковник Кухаренко Александр Александрович (2003—2006)
- полковник Кривоножко Анатолий Николаевич (2006—2008)
- полковник Быховец Сергей Георгиевич (2008 — 17 ноября 2011)
- полковник Голубцов Сергей Николаевич (2011—2015)[7]
- полковник Погорелый, Юрий Викторович[укр.] (2015—2018)[8]
- полковник Каржау, Евгений Кадимович[укр.] (с 2018)[9]

## Потери
- 17 августа 2014 года подполковник Николай Гайовчик на МиГ-29 был подбит в Донецкой области, бортовой номер Белый 53, пилот выжил[10]
- 26 февраля 2022 года самолет МиГ-29 принадлежавший бригаде, розбился в Ивано-франковской области, пилот выжил[11]
- 10 февраля 2023 года майор Степан Тарабалка был сбит в воздухе на самолете с бортовым номером 57[12]
- 10 февраля 2023 года был потерян самолет, пилот выжил[13]
- 2 июня 2023 года майор Савельев погиб на МиГ-29, бортовой номер Белый 12[14].
- 5 января 2024 года капитан Залистовский погиб на МиГ-29[15]
- Майор Ткаченко погиб на МиГ-29 8 марта 2024 года[16]
- 23 ноября был сбит пилот позывной Джеф выжил

## Награды пилотов в военное время
| Пилот                 | Звание    | Должность                                          | Награда                                          |
| --------------------- | --------- | -------------------------------------------------- | ------------------------------------------------ |
| Тарабалка Степан      | Майор     |                                                    | Герой Украины                                    |
| Смеречанский Иван     | Майор     | Командир эскадрильи                                | Орден За мужество 3 степени                      |
| Савельев Владислав    | Майор     |                                                    | Орден Богдана Хмельницкого 3 степени             |
| Залистовский Владслав | Капитан   |                                                    | Орден Богдана Хмельницкого 3 степени             |
| Джеф позывной         |           |                                                    | Орден за мужество 3 степении другие              |
| Ткаченко Андрей       | Майор     |                                                    | Орден Богдана Хмельницкого                       |
| Макаров Дмитрий       | Полковник | Заместитель командира бригады по летной подготовке | Орден Богдана Хмельницкого (Украина) III степени |
|                       |           |                                                    |                                                  |